# Acestrorhynchus maculipinna
Acestrorhynchus maculipinna és una espècie de peix de la família dels acestrorrínquids i de l'ordre dels caraciformes.

## Morfologia
Els mascles poden assolir 7,9 cm de longitud total.

## Hàbitat
És un peix d'aigua dolça i de clima tropical.

## Distribució geogràfica
Es troba a Amèrica: conca del riu Amazones.